# Lespesia flavifrons
Lespesia flavifrons är en tvåvingeart som beskrevs av Beneway 1963. Lespesia flavifrons ingår i släktet Lespesia och familjen parasitflugor. Inga underarter finns listade i Catalogue of Life.